# Dermasandi
Dermasandi is een bestuurslaag in het regentschap Tegal van de provincie Midden-Java, Indonesië. Dermasandi telt 4470 inwoners (volkstelling 2010).